# 10872 Vaculík
10872 Vaculík là một tiểu hành tinh vành đai chính với chu kỳ quỹ đạo là 1479.6123596 ngày (4.05 năm).
Nó được phát hiện ngày 12 tháng 10 năm 1996.